# Baboloki Thebe
Baboloki Tirelo Thebe (né le 18 mars 1997 à Ramonaka) est un athlète botswanais, spécialiste du 200 et du 400 mètres.

## Biographie
Il remporte la médaille d'argent du 200 mètres lors des Jeux olympiques de la jeunesse d'été de 2014, à Nankin en Chine.
En mai 2016, à Gaborone, Baboloki Thebe établit les minima olympiques dans deux épreuves et améliore ses records personnels en réalisant 44 s 22 le 21 mai sur 400 mètres (record d'Afrique junior), puis 20 s 21 sur 200 mètres dès le lendemain. Pour sa première participation à un meeting de la Ligue de diamant, le 5 juin 2016 lors du Birmingham Grand Prix, il se classe sixième de la course avec le temps de 45 s 54.
Il devient champion d'Afrique du 400 m en 44 s 69. Lors des Championnats du monde juniors 2016 à Bydgoszcz où il était le grand favori, il est disqualifié pour avoir mordu sur le couloir intérieur, lors des demi-finales : il avait terminé sa course en 44 s 67, ce qui aurait constitué le record des championnats.
Le 21 mai 2016, il porte son record personnel à 44 s 22 à Gaborone (National Stadium).
En 2018, il remporte le relais 4 x 400m des Jeux du Commonwealth et termine deuxième de l'épreuve individuelle. Il conserve également son titre sur 400m aux championnats d'Afrique
Lors des Jeux olympiques de 2020 à Tokyo, il s'adjuge la médaille de bronze du relais 4 × 400 mètres aux côtés de Isaac Makwala, Bayapo Ndori et Zibane Ngozi en établissant un nouveau record d'Afrique en 2 min 57 s 27.

## Palmarès
| Date | Compétition                    | Lieu             | Résultat | Épreuve       | Temps         |
| ---- | ------------------------------ | ---------------- | -------- | ------------- | ------------- |
| 2014 | Jeux olympiques de la jeunesse | Nankin           | 2e       | 200 m         | 21 s 24       |
| 2016 | Championnats d'Afrique         | Durban           | 1er      | 400 m         | 44 s 69       |
| 2016 | Championnats d'Afrique         | Durban           | 7e       | 4 x 100 m     | 40 s 40       |
| 2016 | Championnats d'Afrique         | Durban           | 1er      | 4 × 400 m     | 3 min 2 s 20  |
| 2016 | Championnats du monde juniors  | Bydgoszcz        | 2e       | 4 x 400 m     | 3 min 2 s 81  |
| 2017 | Relais mondiaux de l'IAAF      | Nassau           | 2e       | 4 × 400 m     | 3 min 2 s 28  |
| 2017 | Championnats du monde          | Londres          | 4e       | 400 m         | 44 s 66       |
| 2018 | Jeux du Commonwealth           | Gold Coast       | 2e       | 400 m         | 45 s 09       |
| 2018 | Jeux du Commonwealth           | Gold Coast       | 1er      | 4 × 400 m     | 3 min 1 s 78  |
| 2018 | Championnats d'Afrique         | Asaba            | 1er      | 400 m         | 44 s 81       |
| 2018 | Ligue de diamant               | Ligue de diamant | 5e       | 400 m         | 45 s 41       |
| 2018 | Coupe continentale             | Ostrava          | 7e       | 200 m         | 20 s 79       |
| 2018 | Coupe continentale             | Ostrava          | 2e       | 400 m         | 45 s 10       |
| 2018 | Coupe continentale             | Ostrava          | 2e       | 4 x 400 mixte | 3 min 16 s 19 |
| 2019 | Jeux africains                 | Rabat            | 1er      | 4 x 400 m     | 3 min 02 s 55 |
| 2021 | Jeux olympiques                | Tokyo            | 3e       | 4 × 400 m     | 2 min 57 s 27 |

## Records
| Épreuve | Temps   | Lieu     | Date           |
| ------- | ------- | -------- | -------------- |
| 200 m   | 20 s 21 | Gaborone | 22 mai 2016    |
| 400 m   | 44 s 02 | Lausanne | 6 juillet 2017 |